# Percy Sledge
Percy Sledge (25. listopadu 1940, Leighton, Alabama – 14. dubna 2015, Baton Rouge, Louisiana) byl americký R&B a soulový zpěvák, který se nejvíce proslavil singlem „When a Man Loves a Woman“ z roku 1966, který časopis Rolling Stone zařadil na seznam 500 nejlepších písní všech dob. Hudební kariéře se věnuje od poloviny 60. let 20. století a k počátku roku 2015 dosud vydal devět hudebních alb, včetně jednoho kompilačního. Je nositelem několika ocenění, mezi něž patří například Blues Music Award, a v roce 2005 byl uveden do Rock and Roll Hall of Fame.

## Diskografie
- When a Man Loves a Woman (1966)
- Warm & Tender Soul (1966)
- The Percy Sledge Way (1967)
- Take Time to Know Her (1968)
- The Best of Percy Sledge (1968)
- I'll Be Your Everything (1974)
- Ultimate Collection – When a Man Loves a Woman (1987)
- Blue Night (1994)
- Shining Through the Rain (2004)
- The Gospel of Percy Sledge (2013)